# Hichem Mechichi
Hichem Mechichi (Arabisch: هشام المشيشي) (Bou Salem, januari 1974) is een Tunesisch politicus. Hij was de premier van Tunesië van september 2020 tot juli 2021, toen hij werd ontslagen door president Kais Saied.

## Biografie
Mechichi heeft een master in rechten van de El Manaruniversiteit van Tunis, en een master in rechten, politieke wetenschappen en openbaar bestuur van de École nationale d'administration. Hij was lid van de in 2011 opgerichte Nationale Commissie voor Onderzoek naar Corruptie en Verduistering. Daarna werkte hij als kabinetschef op de ministeries van Gezondheidszorg en Sociale Zaken. Vervolgens werd hij directeur-generaal van het Nationaal Agentschap voor de Sanitaire en Milieucontrole van Producten.
Van februari tot september 2020 was Mechichi minister van Binnenlandse Zaken in de regering van premier Elyes Fakhfakh. Op 25 juli 2020, midden in een politieke crisis, verzocht president Saied hem regeringsleider te worden. Hij kreeg de taak om binnen een maand een regering te vormen en het vertrouwen van de Vergadering van Volksvertegenwoordigers te winnen. Hij trad aan als premier op 2 september 2020. Op 25 juli 2021 werd Mechichi ontslagen als premier door president Saied.